# Sophie Cluzel

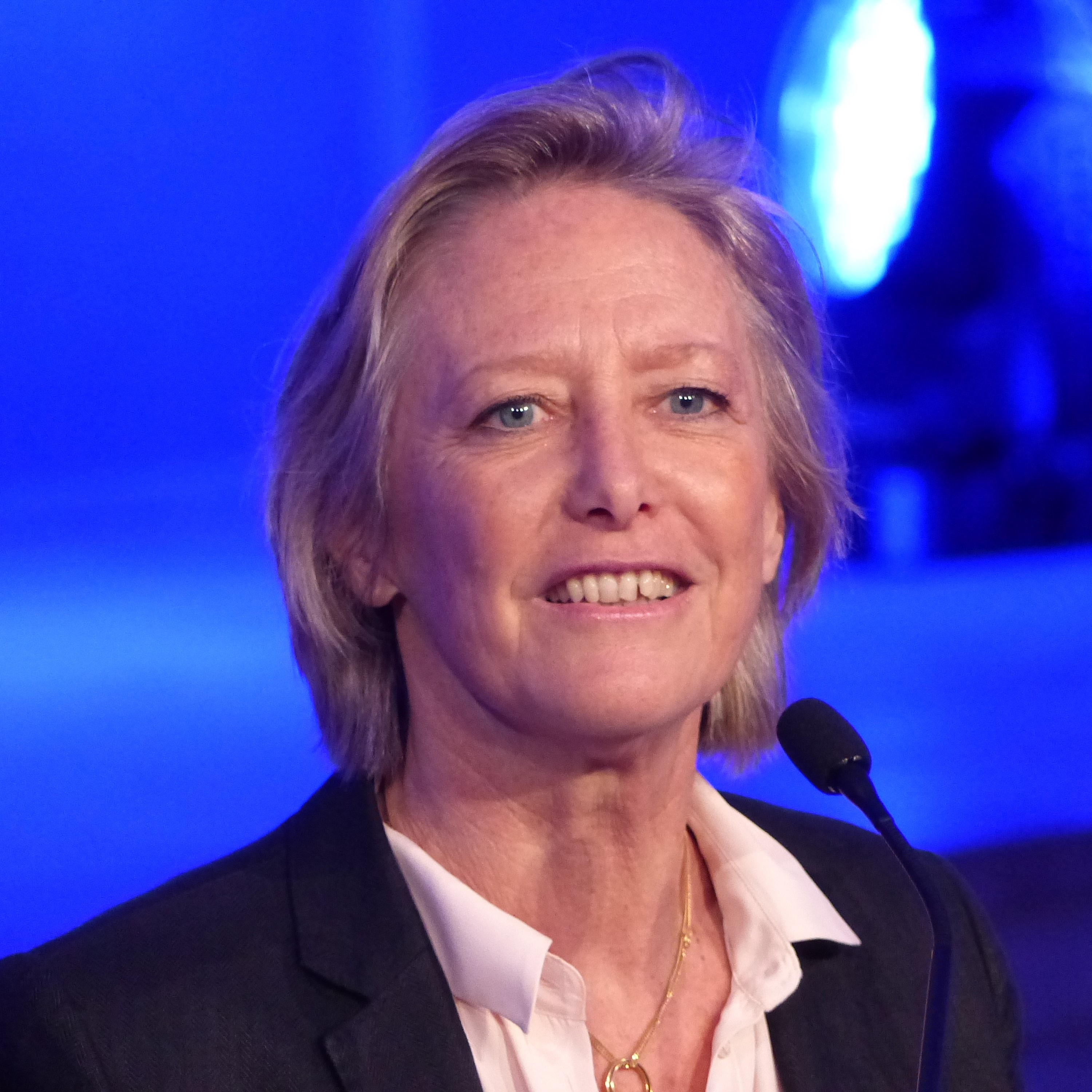
Sophie Cluzel in 2018

Sophie Cluzel, geboren Sophie Marchand (Marseille, 7 januari 1961), is een Franse politica, actief in het verenigingsleven, meer bepaald in de zorg voor gehandicapte kinderen. Op 17 mei 2017 werd ze staatssecretaris voor gehandicapten in de regering-Philippe I.

## Leven en werk
Cluzel studeerde aan de École supérieure de commerce in Marseille. Ze stichtte verschillende verenigingen voor gehandicapte kinderen, onder meer het collectief  SAIS 92 en de vereniging  Grandir à l’école, die zich bezighoudt met schoolkinderen die lijden aan trisomie. Ze was betrokken bij de totstandkoming in 2005 van de wet op de gelijkheid van rechten en kansen. Sinds 2011 is ze voorzitter van de Nationale Federatie van verenigingen ten dienste van leerlingen met een handicap (FNASEPH). In 2012 organiseerde ze een eerste nationale bijeenkomst over de integratie van jonge gehandicapten in de samenleving.
Cluzel is getrouwd en heeft vier kinderen, onder wie een met het syndroom van Down.